# Singyahi
Singyahi – gaun wikas samiti w środkowej części Nepalu w strefie Dźanakpur w dystrykcie Mahottari. Według nepalskiego spisu powszechnego z 2001 roku liczył on 1368 gospodarstw domowych i 7760 mieszkańców (3715 kobiet i 4045 mężczyzn).